# Cleonymia obscurior
Cleonymia obscurior är en fjärilsart som beskrevs av Ludwig Osthelder 1933. Cleonymia obscurior ingår i släktet Cleonymia och familjen nattflyn. Inga underarter finns listade i Catalogue of Life.